# Slag bij Camarón
De Slag bij Camarón was een gevecht tussen het Frans Vreemdelingenlegioen en Mexicaanse troepen op 30 april 1863 in Camarón de Tejeda (Mexico). Voor het Franse vreemdelingenlegioen staat dit gevecht symbool voor opofferingsgezindheid.
Het vreemdelingenlegioen (3 officieren, 62 manschappen) was vooruitgestuurd door een bevoorradingskonvooi dat bestemd was voor Puebla, dat door de Fransen belegerd werd. Toen ze om 7 uur pauzeerden bij Palo-Verde, vielen de Mexicanen aan. De Fransen trokken zich terug in de haciënda Camarón, waarop de Mexicaanse bevelhebber Coronel Francisco de Paula Milán hen gebood zich over te geven. De Fransen weigerden dit echter, en om 10 uur vielen de Mexicanen aan. Ondanks het numerieke overwicht van de Mexicanen wisten de Fransen tot 6 uur 's avonds stand te houden, waarbij de laatste overlevenden geen munitie meer hadden en alleen bajonetten konden gebruiken om zich te verdedigen. Ze wisten 300 tot 500 Mexicanen te doden. Tijdens de gevechten kwam ook de Franse bevelhebber Danjou om het leven. Toen er nog slechts drie Fransen over waren, verzocht Coronel Milán ze nogmaals om zich over te geven. De Fransen wilden dit alleen doen als ze hun vlag en het lichaam van de overleden Danjou mee mochten nemen. Uit respect stond Milán dit toe en zei "Dit zijn geen mensen, dit zijn duivels." Uiteindelijk stierf nog een van de 3 overlevenden aan zijn verwondingen, de andere 2 werden tegen Mexicaanse krijgsgevangenen geruild. Een van de gewonde legionairs was de Nederlander Hartog de Vries.
Tegenwoordig is 30 april een feestdag van het Franse Vreemdelingenlegioen. Op de vlag van het legioen staat met gouden letters 'Camerone' en de namen van de omgekomen officieren zijn met goud bijgeschreven in het Hôtel des Invalides.